# كلية الزراعة (الجامعة الأردنية)
كلية الزراعة في الجامعة الأردنية هي إحدى الكليات العلمية التابعة للجامعة الأردنية في عمّان، الأردن. تأسست الكلية في عام 1973، تعتبر كلية الزراعة من أعرق كليات الجامعة الأم وهي من أهم روافد القطاع الزراعي في الأردن وركائزه الأصلي، تخرج منها عدة أشخاص كانوا من كبار الشخصيات في المجتمع.
تضم الكلية ستة أقسام، وهم: قسم البستنة والمحاصيل، وقسم الأراضي والمياه والبيئة، وقسم التغذية والتصنيع الغذائي، وقسم الإنتاج الحيواني، وقسم الاقتصاد الزراعي وإدارة الأعمال الزراعية، وقسم وقاية النبات.

## أبرز عمداء الكلية
- صبحي القاسم: مؤسس الكلية،[3] وأول عميد لها،[3] وذلك خلال الفترة منذ عام 1973 وحتى عام 1980.[4]
- مروان كمال: ثاني عميد للكلية، خلال الفترة منذ عام 1980 وحتى عام 1984.[4]